# Manulea parviflora
Manulea parviflora är en flenörtsväxtart som beskrevs av George Bentham. Manulea parviflora ingår i släktet Manulea och familjen flenörtsväxter. Utöver nominatformen finns också underarten M. p. limonioides.